# Liste von Persönlichkeiten, die in Bamberg gewirkt haben
Diese Liste enthält Persönlichkeiten, die in Bamberg gewirkt haben, nicht aber in Bamberg geboren wurden bzw. deren Geburtsort unbekannt ist. Persönlichkeiten, die in Bamberg geboren wurden, finden sich in der Liste von Söhnen und Töchtern der Stadt Bamberg.
- Ulrich von Bamberg († vermutlich 7. Juli 1127), Chronist
- Albrecht Pfister (um 1420–1466), Drucker und Verleger in Bamberg
- Kilian Horn (1437–1510), Domherr und Dekan des Stiftes St. Stephan in Bamberg
- Martin Hofmann (1544–1599), Späthumanist und Chronist, Hofmann gilt als der erste Annalist, der eine Geschichte des Bistums Bamberg schrieb
- Friedrich Förner (um 1568–1630), Generalvikar und Suffraganbischof in Bamberg, besonders bekannt geworden als Hexenprediger
- Georg Haan († 1628), Kanzler im Hochstift Bamberg, wurde mit einigen Familienmitgliedern Opfer der Hexenprozesse
- Johannes Junius (1573–1628), Bürgermeister, Opfer der Hexenverfolgung in Bamberg, bekannt ist sein  Brief an seine Tochter
- Andreas Presson (1637–1701), Übersetzer, Lyriker und Jurist, lebte ab 1651 in Bamberg
- Johann Andreas Eisenbarth (1663–1727), Handwerkschirurg, lernte ab 1673 bei seinem Schwager
- Jakob Bayer (1673–1750), Jesuit, 1728–1733 Rektor des Bamberger Jesuitenkollegs und Professor an der Theologischen Fakultät
- Leonhard Grebner (1694–1742), Jesuit, lehrte ab 1632 in Bamberg kanonisches Recht
- Conrad Fink (1707–1785), Baumeister unter Fürstbischof Adam Friedrich von Seinsheim (Kanzlei auf dem Michelsberg, neues Universitätsgebäude)
- Ferdinand Dietz (1708–1777), fürstbischöflicher Hofbildhauer
- Joseph Umstatt (* 5. Februar 1711 in Wien; † 24. Mai 1762 in Bamberg) war ein bedeutender österreichischer Komponist der Übergangszeit zwischen Spätbarock und Frühklassik, der mit zu den Wegbereitern der Wiener Klassik gehört
- Leopold Hoys (1713–1797), Hofuhrmacher, Grabdenkmal an der Oberen Pfarre
- Joseph Marquard Treu (1713–1796), konvertierte 1732 zum katholischen Glauben, Maler
- Johann Jacobs (1721–1800), deutscher Jesuit und Hochschullehrer
- Maria Columba Schonath (1730–1787), Laienschwester am Kloster Heilig-Grab, Mystikerin
- Johann Bernhard Kamm (1736–1816), fürstbischöflicher Hofbildhauer
- Lorenz Fink (1745–1817), Hofarchitekt von Fürstbischof Franz Ludwig von Erthal (Allgemeines Krankenhaus in Bamberg, Bibliothekssaal im ehemaligen Jesuitenkollegium)
- Melchior Ignaz Stenglein (1745–1827), katholischer Theologe, Geistlicher und Hochschullehrer
- Johann Schott (1746–1798), Kirchenrechtler und Theologe, Dekan des Stifts St. Jakob in Bamberg
- Sebastian Förtsch (1751–1803), Historien- und Porträtmaler
- Adalbert Friedrich Marcus (1753–1816), konvertierte zum katholischen Glauben; Mitbegründer und erster „Ärztlicher Direktor“ des 1789 von Fürstbischof Franz Ludwig von Erthal gestifteten städtischen Krankenhauses, medizinischer Berater in bayerischer Zeit.
- Franz Ludwig von Hornthal, konvertierte zum katholischen Glauben, Bürgermeister der Stadt Bamberg von 1818 bis 1821
- Franz Troglauer (1754–1801), Rädelsführer einer großen Räuberbande im Fränkischen Raum – war auch in Bamberg aktiv
- Franz Andreas Frey (1763–1820), Theologe, Kirchenrechtler und Hochschullehrer
- Paul Oesterreicher (1766–1839), langjähriger Archivar und Historiker in Bamberg
- Alexander Macco (1767–1849), Porträt- und Historienmaler, verbrachte seine letzten Jahre in Bamberg
- Christoph Franz Dangel (1769–1841), Stadtgerichtsdirektor und Landtagsabgeordneter
- Georg Wilhelm Friedrich Hegel (1770–1831), arbeitete als Zeitungsredakteur in Bamberg und veröffentlichte hier die Phänomenologie des Geistes
- Carl August von Seckendorf (1774–1828), Vizepräsident des Hofgerichts und Präsident des Appellationsgerichts in Bamberg
- Ludwig Neureuther (1774–1832), Maler, Lithograph und Radierer, ab 1813 Zeichenlehrer am Bamberger Gymnasium und Konservator für die Gemäldegalerie in der Neuen Residenz
- Ernst Anton Clarus (1776–1848), evangelischer Geistlicher und Politiker
- E. T. A. Hoffmann (1776–1822), zunächst Kapellmeister, später Direktionsgehilfe, Hauskomponist, Bühnenarchitekt, Kulissenmaler am Bamberger Theater (1808–1813)
- Karl Friedrich Gottlob Wetzel (1779–1819), Schriftsteller, Redakteur des Fränkischen Merkur
- Josef Gutenäcker (1800–1866), Lehrer und Schriftsteller, Gutenäcker wirkte als Lehrer am Bamberger Gymnasium und arbeitete über die Münzen der Bamberger Fürstbischöfe
- Otto von Griechenland (1815–1867), lebte mit seiner Gemahlin Amalie (1818–1875) im Exil in Bamberg bis zu ihrer beider Tod
- Franz Xaver Witt (1834–1888), Kirchenmusiker und Reformator, gründete in Bamberg am 1. September 1868 den Allgemeinen Cäcilienverein für die Länder deutscher Sprache.
- Heinrich Manz (1852–1914), Schuhfabrikant, Politiker
- Gustav Haeberle (1853–1930), Architekt
- Hans Probst (1861–1941), Lehrer in Bamberg und Ansbach, kehrte nach Pensionierung nach Bamberg zurück; Verfasser von Gedichten, Festspielen, wissenschaftlichen und heimatkundlichen Werken
- Max Jungengel (1863–1918), Chirurg, ausgebildet in Würzburg, Direktor des Bamberger Krankenhauses
- Ernst Zimmer (1864–1924), Maler und Illustrator, lebte und arbeitete von 1903 bis zu seinem Tod in Bamberg.
- August von Wassermann (1866–1925), deutscher Immunologe und Bakteriologe
- Alois Ehrlich (1868–1945), Frater am Karmelitenkloster, Kunstschreiner
- Oscar Wassermann (1869–1934), deutscher Bankier und Wirtschaftsfachmann, aus alteingesessener Bankiersfamilie (Privatbank Wassermann mit Stammhaus in Bamberg)
- Hans Erlwein (1872–1914), Stadtbaurat von Bamberg 1898–1904
- Philipp Lederer (1872–1944), Numismatiker, Münz- und Antikenhändler
- Ernst Weber (1873–1948), Pädagoge, 1919–1936 Direktor der Bamberger Lehrerbildungsanstalt
- Wilhelm Ament (1876–1956), Verleger und Psychologe
- Martin Finkelgruen (1876–1942), Kaufhausinhaber in Bamberg, in Theresienstadt durch Anton Malloth ermordet
- Lukas Böttcher (1878–1970), Komponist
- Johann Friedrich Fröhling (1878–1952), Leiter der Domschule, Stadtrat in Bamberg und Mitglied des Reichstags
- Wilhelm Lobenhoffer (1879–1945), Direktor des städtischen Krankenhauses
- Willy Lessing (1881–1939), Unternehmer und Kommerzienrat, wurde in Bamberg totgeschlagen
- Maria Lerch (1884–1962), Zeichnerin und Bildhauerin
- Fritz Karl (1886–1965), Maler, Grafiker und Kunstpädagoge, seit 1922 in Bamberg tätig
- Georg Meixner (1887–1960), katholischer Geistlicher, Politiker
- Hugo Gross (1888–1968), Botaniker und Lehrer am ehemaligen Jesuitenkolleg
- Hedwig Bernet (1890–1975), eine von drei zurückgekehrten Bamberger Juden, Mitbegründerin der israelitischen Kultusgemeinde Bambergs, Verdienste um die Aussöhnung, Trägerin des Bundesverdienstkreuzes.
- Georg Schleicher (1893–1976), deutscher Bildhauer, lebte und arbeitete in Bamberg.
- Walter Noddack (1893–1960), deutscher Chemiker, arbeitete mit seiner Frau Ida Noddack-Tacke ab 1956 am Staatlichen Forschungsinstitut für Geochemie, dem heutigen Internationalem Künstlerhaus Villa Concordia.
- Werner Lüttge (1895–1979), langjähriger Direktor der Staatl. Frauenklinik in Bamberg
- Curt Echtermeyer (1896–1971), deutscher Maler, auch bekannt als Curt Bruckner oder Curt Bruckner-Echtermeyer, lebte von 1962 bis 1969 in Bamberg und hielt seine Eindrücke der Stadt in seinen Bildern fest.
- Ida Noddack-Tacke (1896–1978), Chemikerin und Mitentdeckerin der Elemente Masurium (nicht anerkannt) und Rhenium, arbeitete ab 1956 mit ihrem Mann Walter Noddack am Staatlichen Forschungsinstitut für Geochemie, dem heutigen Internationalen Künstlerhaus Villa Concordia.
- Hugo Maier (1897–nach 1954), Pianist und Komponist
- Thomas Dehler (1897–1967), liberaler Politiker, ab 1926 Rechtsanwalt in Bamberg, 1945 Landrat, später Generalstaatsanwalt, 1947 Oberlandesgerichtspräsident, 1949–1953 Bundesminister der Justiz
- Wilhelm Emil Messerschmitt (1898–1978), deutscher Flugzeugkonstrukteur. Er gründete die Flugzeugbau Messerschmitt GmbH in Bamberg.
- Hermann Diesener (1900–1978), deutscher Bildhauer, lebte und arbeitete in Bamberg.
- Hans Paschke (1902–1976), rechtskundiger Bürgermeister, Stadtrat, Stadthistoriker
- Hans Wölfel (1902–1944), geb. in Bad Hall/Österreich, ab 1929 Rechtsanwalt in Bamberg, gläubiger Katholik und entschiedener Gegner des Nationalsozialismus, während der NS-Herrschaft Mitglied im Bamberger Wölfel-Kreis sowie – u. a. mit Thomas Dehler – in der Robinsohn-Strassmann-Gruppe, 1943 denunziert, verhaftet und nach Berlin gebracht, 1944 vom VGH als „Staatsfeind“ zum Tode verurteilt und im Exekutionsgefängnis Brandenburg/Havel ermordet
- Leonhard Löffler (1906–1991), Chirurg, 1946–71 Chefarzt der Chir. Klinik am Städt. Krankenhaus Bamberg
- Kurt Lindner (1906–1987), Unternehmer und Jagdwissenschaftler, entwickelte die umfangreiche Jagdbibliothek Bibliotheca Tiliana
- Robert Pfleger (1906–1971), deutscher Chemiker und Pharmaunternehmer
- Claus Schenk Graf von Stauffenberg (1907–1944), deutscher Offizier, wurde zum Widerständler und verübte ein Attentat auf Adolf Hitler.
- Willy Aron (1907–1933), Rechtsanwalt, erster Bamberger Jude, der in das KZ Dachau kam und dort ermordet wurde
- Georg Hornung (1910–2007), Mediziner, Direktor der Klinik Bamberg, Träger der Ehrenmedaille der Stadt Bamberg
- Hans-Joachim Lindner (1910–1995), Ingenieur und Unternehmer
- Ludwig Binder (1911–1968), Maler und naturwissenschaftlicher (v. a. ornithologischer) Illustrator
- Hilde Marx (1911–1986), Dichterin, Journalistin
- Josef Heller, Dirigent am Stadttheater
- Josef Manger (1913–1991), Olympiasieger 1936 und mehrfacher Welt- und Europameister im Gewichtheben
- Fritz Hoffmann-Bug (1915–1997), Maler, 1956–87 Erster Vorsitzender des Berufsverbandes Bildender Künstler Oberfranken (BBK) und Gründer des Campingplatzes Bug; eröffnete die „Hoffmannsklause“ an der Regnitz
- Nathan R. Preston (1916–1983), US-amerikanischer Militärgouverneur, Befehlshaber der US-Streitkräfte in Bamberg, Resident Vorsitzender für deutsch-amerikanische Freundschaft
- Victor Harth (1917–2004), Internist, Naturheilkundler, Mitbegründer des BDI, Maler und Denkmalschützer, Vorsitzender der Schutzgemeinschaft Alt-Bamberg, drehte 1973 den Film „Bamberg“
- Fritz Müller (1917–1999), mehrfacher deutscher Meister im Ringen
- Herbert Loebl (1923–2013), Ingenieur, Unternehmer, Historiker und Philanthrop
- Lothar Schmid (1928–2013), Schachspieler, „Schachschiedsrichter des Jahrhunderts“, Verleger
- Wolfgang Wünsch (1928–2021), langjähriger Domorganist und Domkapellmeister am Bamberger Kaiserdom
- Heinrich Beck (1929–2024), Philosoph, lebte in Bamberg
- Mike Rose (* 22. November 1932 in Niedersachsen; † 16. August 2006 in Bamberg), Maler, Bühnenbildner, Schriftsteller und Lehrer, lebte seit 1959 in Bamberg
- Hans Wollschläger (1935–2007), Schriftsteller, lebte und arbeitete viele Jahre in Bamberg
- Paul Maar (* 1937 in Schweinfurt), Kinderbuch- und Theaterautor, lebt in Bamberg
- Wolfgang Viereck (1937–2018), Anglist
- Klaus Zachert (1942–2011), Landes- und Kommunalpolitiker (SPD)
- Horst Lohse (* 1943 in Kulmbach), Komponist, Mitbegründer des Festivals „Tage der Neuen Musik Bamberg“; lebt in Memmelsdorf
- Helmut Pfleger (* 1943 in Teplitz-Schönau), Schachspieler und Buchautor, ehemaliger Spieler des SC 1868 Bamberg
- Ursula Staack (* 1943 in Varnsdorf), Schauspielerin
- Ulrich Beck (1944–2015), Soziologe, Professor an der Universität Bamberg von 1981 bis 1992
- Bernd Goldmann (* 1945 in Bad Kissingen) Gründungsdirektor und Leiter (1997–2010) des Internationalen Künstlerhauses Villa Concordia in Bamberg, Kurator des Skulpturenweges „Bamberger Weg moderner Skulpturen“
- Karlheinz Beer (* 1953 in Amberg), Bildender Künstler, Bühnen- und Kostümbildner
- Godehard Ruppert (* 1953 in Beuel) Vizepräsident (1996–2000) und Präsident (2000–2020) der Otto-Friedrich-Universität Bamberg
- Werner Pees (* 1956), Diözesanmusikdirektor (1988–2007) und Domkapellmeister seit 1995
- You Xie (* 1958), Journalist und Schriftsteller chinesischer Herkunft, lebt in Bamberg
- Gudrun Schury (* 1959), Autorin, Literaturwissenschaftlerin und Dozentin
- Peter Braun (1960–2016), Schriftsteller, lebte in Bamberg
- Rolf-Bernhard Essig (* 1963), Autor, Journalist u. a. Sachbücher, Rundfunkbeiträge
- Albrecht Mayer (* 1965), Oboist
- Mathias Hartmann (* 1966), deutscher Pfarrer sowie Rektor und Vorstandsvorsitzender der Diakonie Neuendettelsau
- Jochen Neurath (* 1968), Komponist, lebt in Bamberg
- Nora Gomringer (* 1980), Lyrikerin und Performancekünstlerin
- Steffen Hamann (* 1981), Basketballnationalspieler
- Stefan Kießling (* 1984), Fußballnationalspieler, in Bamberg aufgewachsen
- Claudia Ciesla (* 1987), Schauspielerin
- Paula-Marie Bugla (* 1993), Schauspielerin